# Мерси-ле-Ба
Мерси́-ле-Ба (фр. Mercy-le-Bas) — коммуна во французском департаменте Мёрт и Мозель, региона Лотарингия. Относится к  кантону Одюн-ле-Роман.	

## География

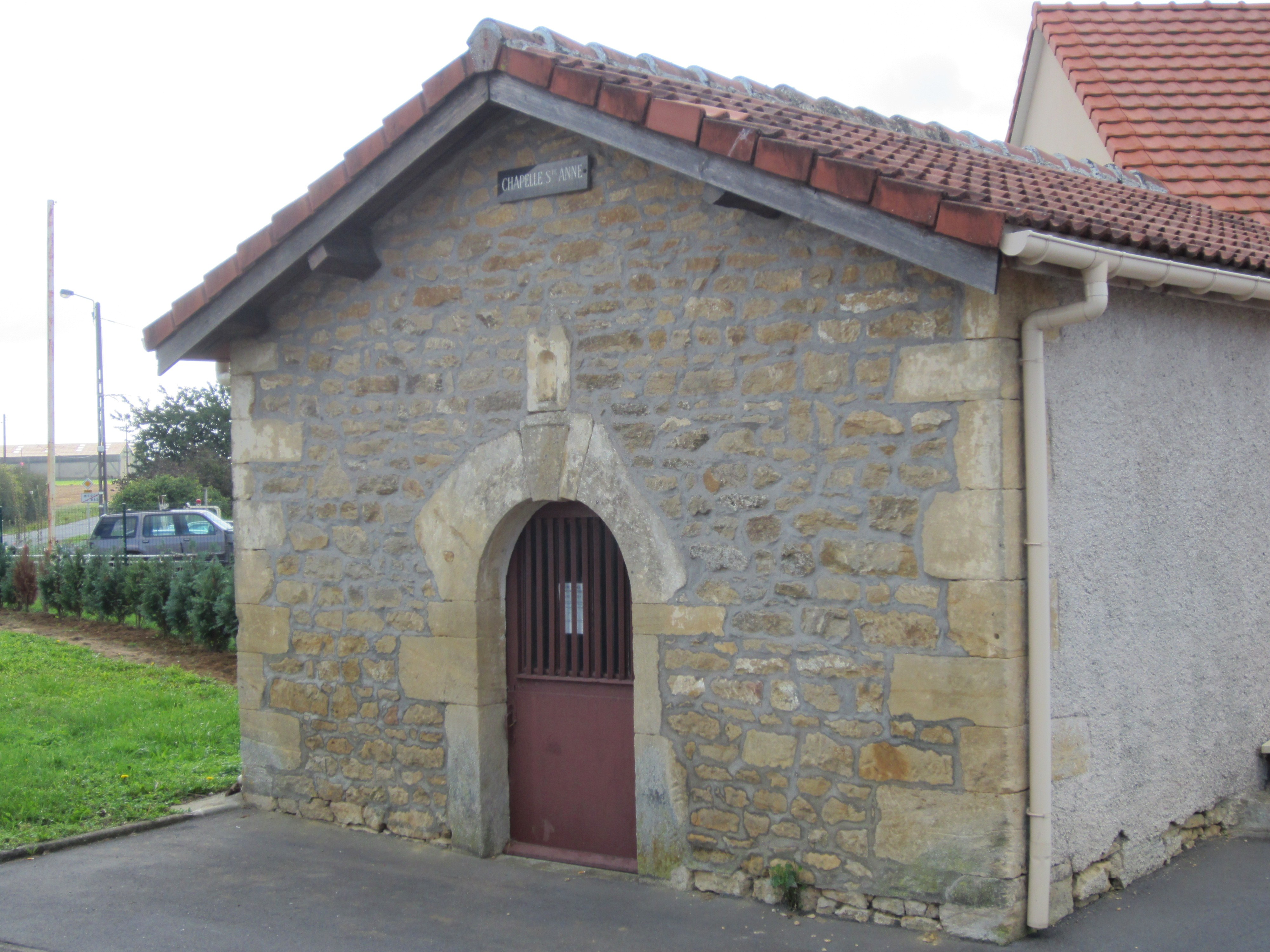
Часовня святой Анны.

Мерси-ле-Ба расположен в 45 км к северо-западу от Меца. Соседние коммуны: Буамон и Базай на севере, Жоппекур на востоке, Ксиври-Сиркур на юге, Сен-Сюппле на западе.

## Демография
Население коммуны на 2010 год составляло 1359 человек.
| 1962 | 1968 | 1975 | 1982 | 1990 | 1999 | 2010 |
| ---- | ---- | ---- | ---- | ---- | ---- | ---- |
| 1928 | 1788 | 1619 | 1428 | 1323 | 1326 | 1359 |